# Stazione di Kanazawa-Bunko

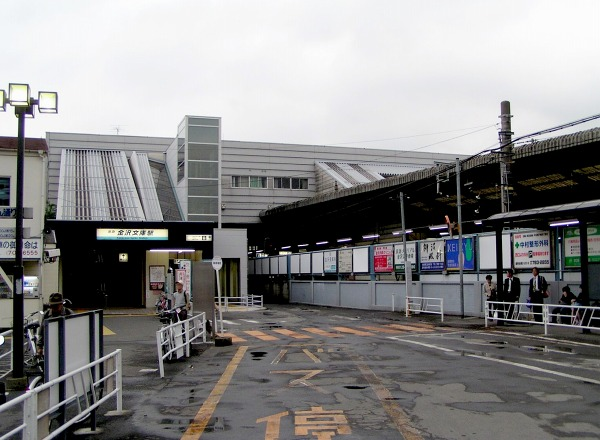
Vista del lato est della stazione

La stazione di Kanazawa-Bunko (金沢文庫駅?, Kanazawa-Bunko-eki) è una stazione ferroviaria di Yokohama, città della prefettura di Kanagawa. Si trova nel quartiere di Kanazawa-ku, di cui è la stazione di riferimento, ed è servita dalla linea principale delle Ferrovie Keikyū.

## Linee
Ferrovie Keikyū
● Linea Keikyū principale

## Struttura
La stazione è costituita da due marciapiedi a isola che possono accogliere treni fino a 12 carrozze, con quattro binari passanti in superficie. Il fabbricato viaggiatori, di grandi dimensioni, visto il traffico che la stazione deve supportare, è posto sopra il piano del ferro, a cui è collegato da scale fisse, mobilie ascensori, contiene biglietteria, servizi igienici e diverse attività commerciali.
| 1-2 | ● Linea Keikyū principale | per Yokosuka-Chūō, Uraga e Misaki-Sanguchi                                                   |
| 3-4 | ● Linea Keikyū principale | per Yokohama, Keikyū Kawasaki, Keikyū Kamata,per Haneda Aeroporto, Shinagawa e linea Asakusa |

## Stazioni adiacenti
| «                       | Servizio                                                                    | »                       |
| Linea Keikyū principale | Linea Keikyū principale                                                     | Linea Keikyū principale |
| ----------------------- | --------------------------------------------------------------------------- | ----------------------- |
| Nōkendai                | Locale Espresso Aeroporto                                                   | Kanazawa-Hakkei         |
| Kami-Ōoka               | Espresso Limitato Esp. Lim. Rapido verde Esp. Lim. Rapido viola Keikyū Wing | Kanazawa-Hakkei         |